# Apsithra horsfieldii
Apsithra horsfieldii är en fjärilsart som beskrevs av Moore 1899. Apsithra horsfieldii ingår i släktet Apsithra och familjen praktfjärilar. Inga underarter finns listade i Catalogue of Life.